# Řež
Řež (prononcé en tchèque [ˈr̝ɛʃ ]) est un village (une partie de la commune de Husinec) dans la région de Bohême-Centrale de la République tchèque. Il est situé dans la vallée de la rivière Vltava 11 kilomètres au nord-ouest du centre de Prague. Selon le recensement de 2001, la population était de 722 habitants.
Řež est le site d'un centre de recherche nucléaire et d'une usine chimique. En août 2002, une grave inondation a endommagé le site.
Řež est bien desservi par la ligne Prague - Kralupy nad Vltavou. L'arrêt est situé sur la rive opposée (gauche) de la rivière Vltava et est accessible par un pont piéton. Un trajet de 18 km depuis la gare de Masaryk prend 24 minutes.